# Foraminífers
Els foraminífers (Foraminifera, llatí "portador de forats") són un subfílum de protozous rizaris que segreguen una closca de carbonat de calci dins la qual viu l'animal, constituït per una sola cèl·lula que emet pseudopodis. L'esquelet extern acostuma a estar enrotllat i dividit internament mitjançant envans o septes en cambres que es comuniquen. Es coneixen més de 200.000 espècies que formen 220 famílies i hi ha formes actuals i formes que es coneixen exclusivament a través dels fòssils.
La mida dels foraminífers va de pocs micròmetres a més de 10 cm. Les formes petites s'anomenen microforaminífers i les grans macroforaminífers, essent aquests darrers característics de sediments carbonatats d'aigües poc profundes.
El subfílum Foraminifera forma, juntament amb el subfílum Radiozoa, el fílum Retaria, segons la classificació de 2003 de Thomas Cavalier-Smith.
Els foraminífers tenen un gran interès en estudis bioestratigràfics i s'utilitzen per a la datació de sediments i també com a indicadors paleoecològics.

## Característiques cel·lulars
La cèl·lula que constitueix un macroforaminífer és excepcional per les seves mides i la seva complexitat. Són dels pocs grups d'éssers unicel·lulars que segreguen una closca mineralitzada que protegeix el protoplasma que inclou els orgànuls propis de les cèl·lules eucariotes i un o diversos nuclis. És possible la regeneració de l'organisme sempre que al fragment de protoplasma hi hagi un nucli.
El protoplasma s'estén per l'exterior en forma de pseudopodis, fines expansions que surten a través d'un o diversos orificis i que es ramifiquen i s'anastomosen entre si tot formant una xarxa fina. L'organisme els utilitza tant per a la locomoció i l'ancorament al substrat com per a la captura de preses. Els pseudopodis dels foraminífers, al contrari dels d'altres protozous, són estructures més o menys permanents i el citoplasma que contenen té un aspecte granulat, amb grànuls que avancen en ambdós sentits en un moviment en el qual estan implicades molècules contràctils.

## La closca

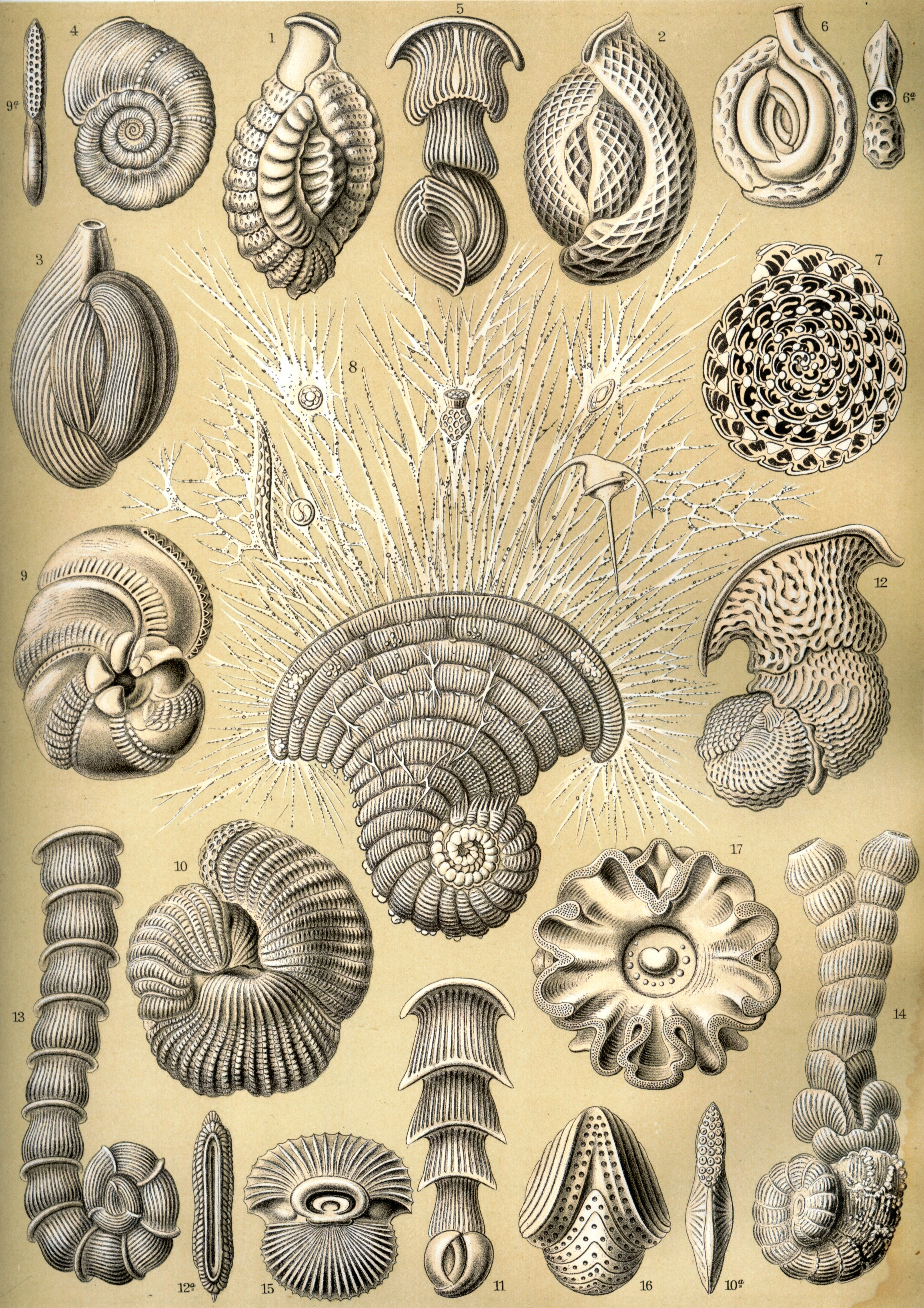
Foraminífers en Kunstformen der Natur (Art de la Naturalesa), d'Ernst Haeckel, 1904. Espècies: Miliola parkeri, Miliola reticulata, Miliola striolata, Cornuspira planorbis. Articulina sagra, Spiroloculina nitida, Alveolina melo, Peneroplis planata, Hauerina circinata, Hauerina ornatissima, Vertebralina mucronata, Vertebralina insignis, Vertebralina catena, Vertebralina furcata, Biloculina comata, Orbiculina adunca i Orbitolites laciniata

L'element bàsic per a diferenciar els foraminífers, l'únic en el cas de les formes fòssils, és la closca. Segons el nombre de cambres que la formen es poden diferenciar:
- Foraminífers uniloculars, amb una sola cambra que creix de manera continuada.
- Foraminífers pluriloculars, amb diverses cambres que es van originant al llarg del creixement de l'organisme, la qual cosa els permet atènyer una mida considerable. En aquest cas el protoplasma ocupa totes les cambres i passa d'una a la següent a través d'un o diversos orificis. El creixement de les successives cambres és discontinu i tots els elements d'una mateixa cambra corresponen a una única etapa de creixement.

Les cambres són limitades per una paret mineralitzada; la part interna de la cambra s'anomena lumen. Segons el tipus de paret es poden distingir:
- Closques aglutinades, formades per material exogen aglutinat gràcies a un ciment que segrega el protoplasma. Exemple: Orbitolina.
- Closques aporcellananes, d'origen endogen, és a dir, formades per grans de calcita que produeix l'organisme. Exemple: Alveolina.
- Closques lamel·lars perforades, en les quals en formar una cambra nova es disposa material també sobre les cambres anteriors, de manera que la closca té una estructura en làmines sobreposades. Exemple: Operculina. Aquestes closques s'anomenen també hialines pel fet que quan s'observen amb llum transmesa apareixen translúcides.
- Closques microgranulars. És un tipus de closca propi d'un grup de macroforaminífers fòssils, formada per cristalls de calcita empaquetats, tot i que la naturalesa real pot estar emmascarada pel procés de fossilització.

Les cambres se situen en línia, una darrere l'altra, a partir d'una cambra inicial anomenada prolòculus. Segons l'eix al llarg del qual es van disposant les cambres successives hi ha closques:
- Rectilínies, en les quals les cambres es disposen una darrere l'altra en línia, al llarg d'un eix rectilini.
- Enrotllades en un pla, originat formes planispirals.
- Helicoidals, com les anteriors però amb les cambres disposades seguint un eix helicoidal originant formes anomenades troncospirals. En aquest cas la disposició de les cambres deixa al costat ventral un espai més o menys obert, l'umbilic.

És freqüent, però, trobar arranjaments combinats i fins i tot foraminífers que tenen dos tipus diferents de cambres: les que es formen a partir de l'embrió, anomenades cambres equatorials, i les que es formen a partir d'aquestes cambres equatorials, anomenades cambres laterals, i que tenen una disposició diferent.

## Cicle biològic
El cicle biològic dels foraminífers, tot i ser variable segons les espècies, inclou una alternança entre formes haploides i formes diploides. En un cicle típic la forma haploide o gamont té, inicialment, un únic nucli que es divideix per a produir nombrosos gàmetes, en general biflagel·lats. La unió d'aquests gàmetes origina un zigot que creix fins a convertir-se en un agamont o esquizont, que correspon a la forma diploide. L'agamont té al principi un únic nucli però al llarg de la seva vida s'anirà dividint per mitosi de manera que en arribar a la maduresa l'organisme serà plurinucleat. Llavors cada nucli pateix una divisió meiòtica i per un procés d'esquizogònia l'organisme es disgrega en multitud de petits embrions haploides que creixeran fins a formar els gamonts. Els gamonts i els agamonts o esquizonts són semblants però els primers són uninucleats i haploides i presenten dimorfisme en les dimensions i disposició de les cambres.

## Ecologia

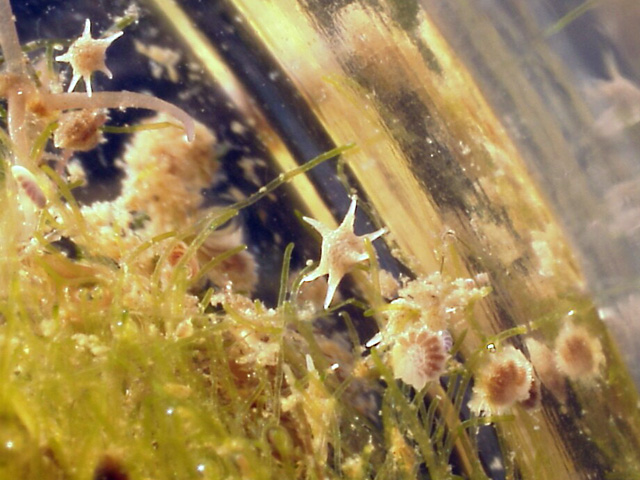
Foraminífers bentònics.

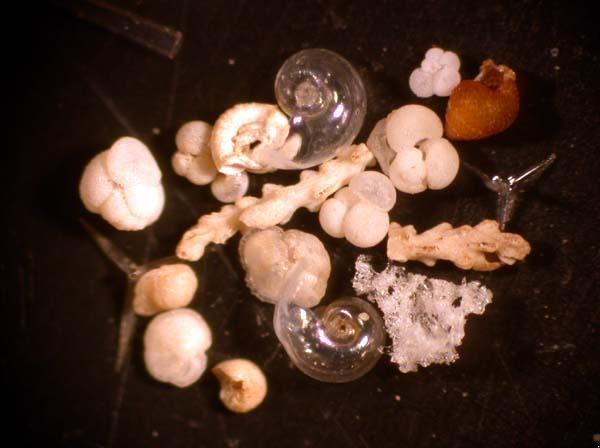
Els materials petits, de la mida de grans de sorra, inclouen foraminífers planctònics (semblants a crispetes), tiges de briozous, pteròpodes (semblants a closques transparents de cargol) i espícules d'esponges (exemplars de tres punxes), juntament amb altres restes de parts dures d'organismes).

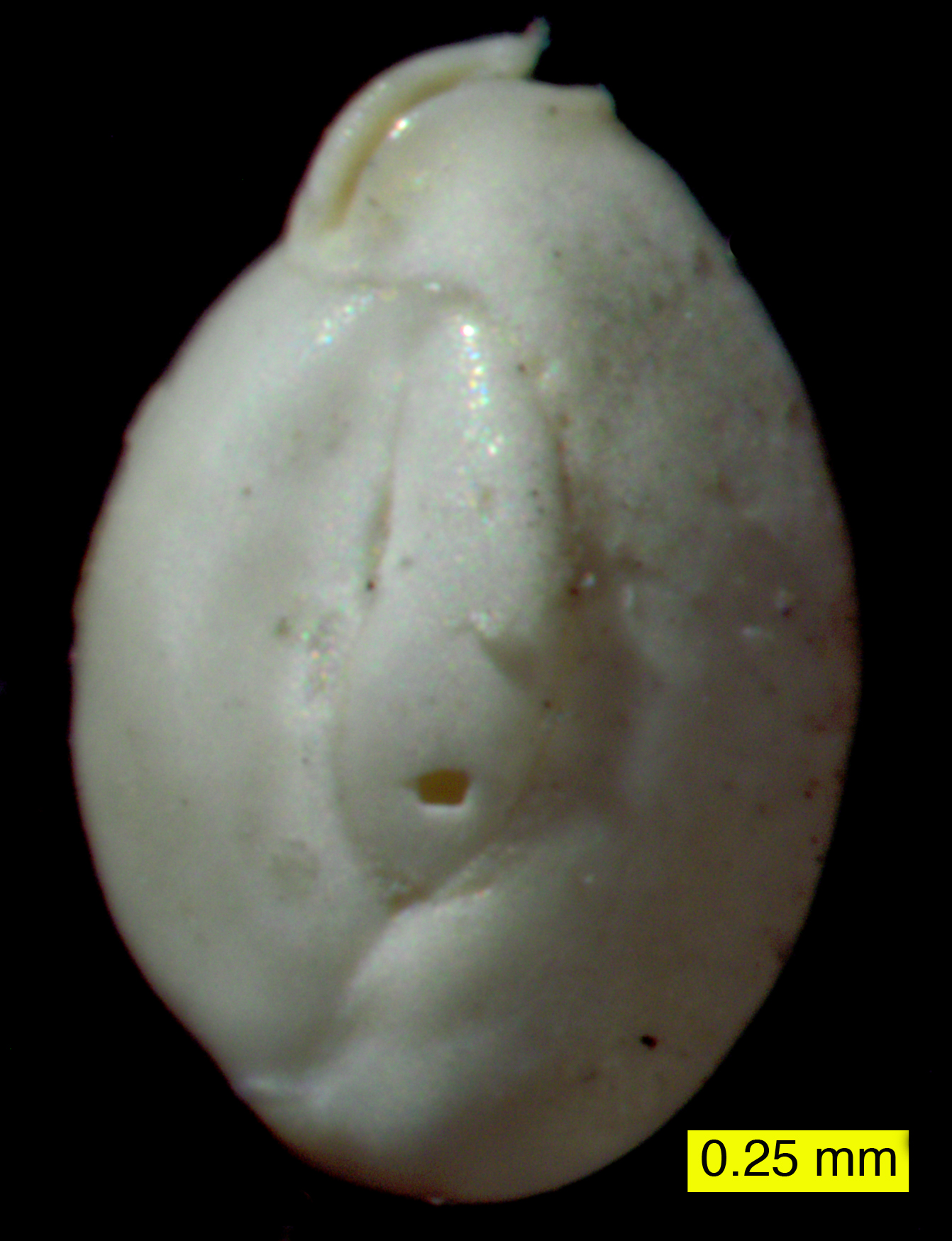
Quinqueloculina

Les formes actuals són principalment marines, en general estenohalins tot i que algunes espècies sobreviuen en aigua dolça; fins i tot s'ha descrit una espècie que viu al sòl de la selva plujosa.
Els macroforaminífers són bentònics i viuen sobre el fons marí o bé com a epífits, sobre plantes i algues, especialment a aigües poc fondes. Als moderns esculls de corall constitueixen més del 15% de les restes esquelètiques i en èpoques passades eren, sovint, els principals components orgànics de les roques. La taxa estimada de carbonat de calci fixat pels foraminífers als esculls de corall és d'uns 43 milions de tones anuals, de manera que tenen un paper essencial en la producció d'aquests esculls.
Els foraminífers planctònics presenten una diversitat molt menor a la dels bentònics: només es coneixen unes 40 espècies actuals i estan també menys representats al registre fòssil. Són típicament estenohalins (salinitat entre 34 i 36‰) i solen ocupar la zona fòtica, amb una profunditat límit de 200 m tot i que la major part de les espècies sol viure fins als 50 m.

## Classificació
El subfílum Foraminifera està subdividit en quatre classes:
- Classe Athalamea
- Classe Polythalamea, la que té més representants. Inclou ordres de foraminífers actuals, com Allogromiida, i també ordres de representants fòssils, com el †Fusulinida i el †Involutinida.
- Classe Xenophyophorea
- Classe Schizocladea

## L'estudi dels foraminífers
Els foraminífers són coneguts des de l'antiguitat clàssica. Els romans, en trobar els nummulits a les pedres de les grans piràmides d'Egipte els van interpretar com a "llenties petrificades" que haurien servit d'aliment als esclaus que les van construir.
L'estudi dels foraminífers va començar al segle xvii, amb l'invent de les lents d'augment i els primers microscopis i es va perfeccionar al llarg dels segles xviii i xix amb contribucions de naturalistes com Linné, Monfort, Waldheim i Lamarck. El 1835 Dujardin els reconeix com a protozous. La primera classificació la va fer el que es pot considerar "pare" del seu estudi i també de la micropaleontologia, el naturalista francès Alcide d'Orbigny que a la primera meitat del segle xix en va arribar a identificar 1.500 espècies.
Al llarg del segle XX l'impuls de l'estudi dels foraminífers està lligat a l'exploració de jaciments de petroli. El 1923 es funda als Estats Units d'Amèrica el Cushman Laboratory for Foramminiferal Research i dos anys després, també als Estats Units, apareix la primera revista científica periòdica dedicada exclusivament als foraminífers, el Journal of Foraminiferal Research. Als anys seixanta el microspopi electrònic d'escandallatge va donar un nou estímul a l'estudi dels foraminífers.

## Registre fòssil
L'aplicació de l'estudi dels foraminífers fòssils a la biocronostratigrafia, datació dels estrats de roques a partir de restes biològiques, va començar a finals del segle xviii. Des de llavors, els foraminífers han esdevingut peces clau en la datació de roques i també en estudis de paleoecologia.
Els foraminífers fòssils més freqüents a Catalunya permeten datar roques que van des del Cretaci inferior fins a l'Oligocè.
| Grup de foraminífers | Època                                         |
| -------------------- | --------------------------------------------- |
| Nummulites           | Oligocè - Paleocè/Eocè                        |
| Alveolina            | Paleocè/Eocè                                  |
| Assilina             | Paleocè/Eocè                                  |
| Orbitoides           | Cretaci superior                              |
| Lacazina             | Paleocè/Eocè i Cretaci superior               |
| Orbitolina           | final del Cretaci superior i Cretaci inferior |

La gran abundància de Nummulítids al Paleogen d'Europa va fer que al segle xix s'anomenés aquesta època el Nummulític. La gran abundància de macroforaminífers a aquesta època ha permès establir escales biocronoestratigràfiques molt detallades.
La calcària nummulítica que es va originar als mars eocens d'un sector de l'antic oceà mesozoic de Tethys és també anomenada pedra de Girona. Alguns dels afloraments més importants es troben als cingles de Tavertet i del Far, sobre la població d'Amer. Amb aquesta roca s'han construït edificis singulars com la catedral de Girona.